# Eparquia da Argentina e América do Sul
Eparquia da Argentina e América do Sul (em russo:  Аргентинская и Южноамериканская епархия; em castelhano:  Eparquía de Argentina y Sudamérica) é uma diocese do Patriarcado de Moscou com sede em Buenos Aires, Argentina, fundada em 1946. Administra atualmente paróquias na América Central (exceto o México) e América do Sul. Possui um Vicariato brasileiro sob jurisdição do arcipreste Anatólio Topala.

## Bispos
Vicariato argentino da Diocese Norte-americana
- Teodoro (Tekutchov) (1943 - 1946)

Eparquia da Argentina e América do Sul
- Teodoro (Tekutchov) (1946 - 1952)
- Nicodemos (Rusnak) (1964 - 1970)
- Platão (Lobankov) (1970 - 1971)
  - Nicodemos (Rusnak) (1971) - Administrador temporário
- Máximo (Krokha) (1972 - 1973)
- Platão (Udovenko) (1973 - 1980)
- Lázaro (Shvets) (1980 - 1985)
- Macário (Svistun) (1985)
- Lázaro (Shvets) (1985 - 1989)
- Marcos (Petrovtsi) (1989 - 1993)
- Platão (Udovenko) (1993 - 2012)
  - Justiniano (Ovchinnikov) de Naro-Fominsk (2012 - 2013) - Administrador temporário
- Leônidas (Gorbachov) (2013 - 2016)[5]
- Inácio (Pologrudov) (2016 - 2020)[6][7][8]
- Leônidas (Soldatov) (2020 - atualmente)[9][10][8]

## Vicariato brasileiro
Paróquias, templos e missões:
- Paróquia de São Sérgio de Radonej, Porto Alegre;
- Paróquia de Santa Zinaída, Rio de Janeiro;
- Paróquia de Anunciação a Nossa Senhora, São Paulo;
- Paróquia dos Santos Apóstolos São Pedro e São Paulo, Santa Rosa, Rio Grande do Sul;
- Missão Proteção da Mãe de Deus, Rio de Janeiro;
- Paróquia Santa Maria do Verdadeiro Caminho (Odigitria), Brasília;
- Paróquia do Santo Apóstolo e Evangelista João Teólogo, Campinas das Missões, Rio Grande do Sul;
- Paróquia  do Santo Apóstolo Mateus, Jaboatão dos Guararapes, Pernambuco;
- Comunidade das Santas Mártires Vera, Nadejda, Liubovi e Sofia, Manaus.